# Mauretania na Letnich Igrzyskach Olimpijskich 1992
Mauretanię na Letnich Igrzyskach Olimpijskich 1992 reprezentowało 6 zawodników (sami mężczyźni) startujących w lekkoatletyce. Był to 3 start reprezentantów Mauretanii na letnich igrzyskach olimpijskich.

## Skład kadry

### Lekkoatletyka
Mężczyźni
- Noureddine Ould Ménira – bieg na 100 m – odpadł w eliminacjach,
- Boubout Dieng – bieg na 200 m – odpadł w eliminacjach,
- Samba Fall – bieg na 400 m – odpadł w eliminacjach,
- Chérif Baba Aidara – bieg na 800 m – odpadł w eliminacjach,
- Sid'Ahmed Ould Mohamedou – bieg na 10 000 m – nie ukończył biegu eliminacyjnego,
- Mohamed Ould Khalifa – maraton – nie ukończył biegu,